# Acha
Acha (?-1095) a kilencediknek számontartott esztergomi érsek volt 1094 és 1095 között. A Szent László által alapított zágrábi püspökség alapítólevelében említik, a következőképpen: 

„Midőn a legnemesebb László király uralkodott, az esztergomi egyház főegyházmegyéjét pedig Acha kormányozta…”

## Élete
Az őshonos nemességben született, magyar származású volt. Mivel nem vállalt keresztény nevet, a legtöbb korabeli elöljáróval ellentétben nem volt a Bencés Rend tagja. Lehetséges, hogy utódja I. László magyar király uralkodása idején az egyik udvari pap volt. [1] Egy 1134-ből származó dokumentum, amely Felician érsek ítéletét tartalmazza, a zágrábi egyházmegye megalapításának körülményeit meséli el, ahol Achát esztergomi érsekként emlegették, így a méltóságot akkoriban tartotta, amikor László felállította a püspökséget. [2] Koszta László történész szerint feltételezhető, hogy Acha már 1083-ban I. István szentté avatása alkalmával érsekként szolgált. Melchior Inchofer, a 17. századi jezsuita tudós azzal érvelt, hogy László 1088-ban II. Orbán pápához küldte követét, Acha érseket, hogy előkészítse Horvátországba való invázióját és kérje a pápa beleegyezését. Hóman Bálint történész kutatásai alapján a zágrábi egyházmegyét (Szlavóniában, amely "senki földje volt Magyarország és Horvátország között") az 1080-as évek végén, közvetlenül László inváziója előtt alapították. Ha a létesítés a háború után történt, Acha 1091 után (legkésőbb 1093-ban és 1094-ben) esztergomi érsekként működött. [3]
Tudományos elmélet szerint a kalocsai és a bihari egyházmegyék székhelyeit Acha elsőbbsége idején Bácsba (ma: Bač, Szerbia) és Nagyváradra (ma: Oradea, Románia) helyezték át. Lehetséges, hogy akkor a kolozsmonostori és a bátai apátság alapjai mellett a második gyulafehérvári székesegyház felállítása is megtörtént. Mivel 1091-ben nem volt jelen a somogyvári apátság létesítésénél, feltehetően addigra már meghalt. [4]